# Petra Burka
Petra Burka (Amsterdã, Países Baixos, 17 de novembro de 1946) é uma ex-patinadora artística canadense. Ela conquistou uma medalha de bronze olímpica em 1964, e conquistou três medalhas em campeonatos mundiais, sendo uma de ouro e duas de bronze.

## Principais resultados
| Resultados                                            | Resultados       | Resultados       | Resultados        | Resultados      | Resultados        | Resultados    | Resultados    | Resultados    | Resultados    | Resultados    | Resultados    | Resultados    |
| Internacional                                         | Internacional    | Internacional    | Internacional     | Internacional   | Internacional     | Internacional | Internacional | Internacional | Internacional | Internacional | Internacional | Internacional |
| Evento/Temporada                                      | 1961– 1962       | 1962– 1963       | 1963– 1964        | 1964– 1965      | 1965– 1966        |               |               |               |               |               |               |               |
| ----------------------------------------------------- | ---------------- | ---------------- | ----------------- | --------------- | ----------------- | ------------- | ------------- | ------------- | ------------- | ------------- | ------------- | ------------- |
| Jogos Olímpicos                                       |                  |                  | Medalha de bronze |                 |                   |               |               |               |               |               |               |               |
| Campeonato Mundial                                    | 4.ª              | 5.ª              | Medalha de bronze | Medalha de ouro | Medalha de bronze |               |               |               |               |               |               |               |
| Campeonato Norte-Americano                            |                  | Medalha de prata |                   | Medalha de ouro |                   |               |               |               |               |               |               |               |
| Nacional                                              |                  |                  |                   |                 |                   |               |               |               |               |               |               |               |
| Campeonato Canadense                                  | Medalha de prata | Medalha de prata | Medalha de ouro   | Medalha de ouro | Medalha de ouro   |               |               |               |               |               |               |               |
|                                                       |                  |                  |                   |                 |                   |               |               |               |               |               |               |               |
| Legenda: Competição não foi disputada nesta temporada |                  |                  |                   |                 |                   |               |               |               |               |               |               |               |